# Masanao Ozaki

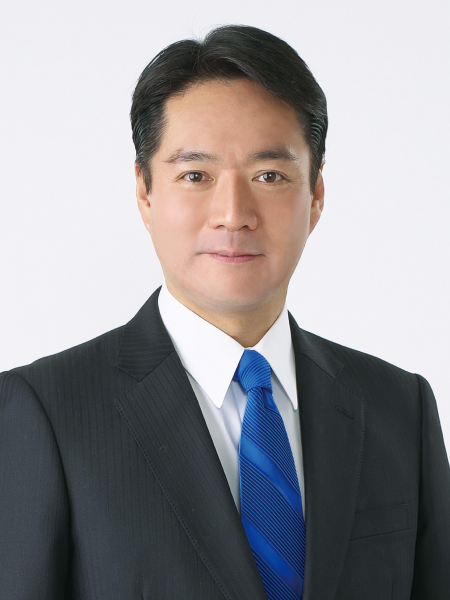
Masanao Ozaki, 2022

Masanao Ozaki (jap. 尾崎 正直 Ozaki Masanao; * 14. September 1967 in Kōchi, Präfektur Kōchi) ist ein japanischer Politiker (parteilos→LDP, darin zuletzt Nikai-Faktion) und Mitglied des Repräsentantenhauses, dem Unterhaus des Nationaltags, für den Wahlkreis 2 seiner Heimatpräfektur. Von 2007 bis war er für drei Amtszeiten 2019 Gouverneur von Kōchi.
Ozaki, Absolvent der wirtschaftswissenschaftlichen Fakultät der Universität Tokio, wurde nach seinem Studienabschluss 1991 Beamter im Finanzministerium. Für dieses war er unter anderem von 1998 bis 2001, ins Außenministerium entsandt, in der japanischen Botschaft in Indonesien und zuletzt im Ministersekretariat (daijin kambō) tätig, bevor er 2007 seine Beamtenlaufbahn beendete, um für die Nachfolge von Gouverneur Daijirō Hashimoto (Halbbruder des ehemaligen LDP-Vorsitzenden Ryūtarō Hashimoto) zu kandidieren.
Ozaki gewann die Wahl mit Unterstützung von LDP, DPJ, Kōmeitō und SDP deutlich vor seinen drei Mitbewerbern mit rund 61 % der Stimmen. Bei Amtsantritt war er der landesweit jüngste Gouverneur.
2011 und 2015 wurde Ozaki zweimal in Folge mangels Gegenkandidaten ohne Abstimmung wiedergewählt. Bei der Gouverneurswahl im November 2019 trat er nicht mehr an und plant einen Wechsel in die Nationalpolitik als Kandidat bei der nächsten Wahl zum Repräsentantenhaus. Zum Nachfolger als Gouverneur von Kōchi wurde Seiji Hamada gewählt, ein ehemaliger Jichi-shō-/Sōmushō-Beamter und Vizegouverneur von Osaka. Die Amtsübergabe erfolgte am 6. Dezember 2019.
Bei der Repräsentantenhauswahl 2021 übernahm Ozaki die LDP-Kandidatur in Kōchi 2 vom 2017 unterlegenen Yūji Yamamoto, der ganz in den Verhältniswahlblock Shikoku wechselte, und setzte sich deutlich gegen Mandatsinhaber Hajime Hirota (als Präfekturparlamentsabgeordneter in Kōchi LDP, als Senator für Kōchi parteilos, dann Demokrat/Fortschrittsdemokrat, zum Repräsentantenhaus 2017 ohne Nominierung, 2021 KDP) durch. Von 2022 bis 2023 (Kabinett Kishida II (1. Umbildung)) war er parlamentarischer Sekretär (daijin seimukan) im Kabinettsamt und der Digitalbehörde, von Januar bis November 2024 (Kabinett Kishida II (2. Umbildung) und Kabinett Ishiba I) im Kabinettsamt, in der Wiederaufbaubehörde und im Land- & Verkehrsministerium. 2024 verteidigte er seinen Sitz im Repräsentantenhaus gegen nur eine, kommunistische Herausforderin.